# 26-й укреплённый район
26-й укреплённый район — формирование (укреплённый район, соединение) войск укреплённых районов РККА ВС СССР в Великой Отечественной войне и оборонительное сооружение.
В литературе также именуется — 26-й укрепрайон, 26 УР, Сортавальский укреплённый район, Сортавальский УР, СортУР.

## История

### Сооружение
Укрепления для УРа строились с лета 1940 года.
По некоторым данным укрепрайон состоял из 10 дотов и 18 дзотов, 4 из которых не были вооружены. В стадии строительства находились ещё 30 сооружений. В соответствии с планом прикрытия госграницы (утверждён позднее 14.05.1941) года укрепрайон описан как "создаваемый".

### Формирование
Сформирован в Сортавале 12.04.1941 по 20.05.1941 года.
В действующей армии с 22.06.1941 по 21.07.1941 года.
Вёл бои с наступающими финскими частями. К началу июля 1941 года — ко времени боёв — в составе укреплённого района находился только 22-й отдельный пулемётный батальон с 36-ю пулемётами.
В полосе укреплений района оборонялась 168-я стрелковая дивизия, вплоть до 10.07.1941 года.
21.07.1941 года укрепрайон расформирован.

## Полное наименование
26-й укреплённый район (Сортавальский)

## Состав
- управление (штаб)
- 22-й отдельный пулемётный батальон

## В составе
| Дата            | Фронт (округ)  | Армия     | Корпус (группа) | Примечания |
| --------------- | -------------- | --------- | --------------- | ---------- |
| 22.06.1941 года | Северный фронт | 7-я армия | —               | —          |
| 01.07.1941 года | Северный фронт | 7-я армия | —               | —          |
| 10.07.1941 года | Северный фронт | 7-я армия | —               | —          |